# Innisfail Aerodrome
Innisfail Aerodrome är en flygplats i Australien. Den ligger i kommunen Cassowary Coast och delstaten Queensland, omkring 1 300 kilometer nordväst om delstatshuvudstaden Brisbane.
Runt Innisfail Aerodrome är det glesbefolkat, med 14 invånare per kvadratkilometer.. Närmaste större samhälle är Innisfail, nära Innisfail Aerodrome. 
Omgivningarna runt Innisfail Aerodrome är en mosaik av jordbruksmark och naturlig växtlighet. Genomsnittlig årsnederbörd är 2 747 millimeter. Den regnigaste månaden är mars, med i genomsnitt 608 mm nederbörd, och den torraste är oktober, med 45 mm nederbörd.